# Final Cut (film, 2004)
Pour les articles homonymes, voir The Final Cut.
Pour plus de détails, voir Fiche technique et Distribution.
Final Cut (The Final Cut) est un film canado-américano-allemand réalisé par Omar Naim, sorti en 2004.

## Synopsis
Un nouvel objet est à la mode : les implants Zoe. Ils enregistrent la vie de la personne sur laquelle ils sont placés. À la mort d'une personne, Alan Hakman, un "monteur", récupère l'implant et fait un "film-mémoire" de la vie du défunt, retraçant ses plus beaux moments. Le film est donné à la famille et aux amis lors des funérailles.

## Fiche technique
- Titre original : The Final Cut
- Titre français : Final Cut
- Réalisation : Omar Naim
- Scénario : Omar Naim
- Production : Nick Wechsler
- Musique : William Hermes et Michael Nielsen
- Photographie : Tak Fujimoto
- Montage : Dede Allen et Robert Brakey
- Décors : James Chinlund (en)
- Costumes : Monique Prudhomme
- Pays d'origine :  Canada,  États-Unis,  Allemagne
- Format : Couleurs - 2,35:1 - Dolby Digital - 35 mm
- Genre : Drame, science-fiction
- Durée : 95 minutes
- Dates de sortie : 
  - Allemagne : 11 février 2004 (Festival de Berlin)
  - États-Unis : 15 octobre 2004 (sortie limitée)
  - France : 23 février 2005

## Distribution
- Robin Williams (VF : Michel Papineschi) : Alan W. Hakman
- Mira Sorvino (VF : Déborah Perret) : Delila
- Jim Caviezel (VF : Éric Legrand) : Fletcher
- Mimi Kuzyk (VF : Christine Delaroche) : Thelma
- Stephanie Romanov (VF : Véronique Augereau) : Jennifer Bannister
- Thom Bishops (VF : Bernard Gabay) : Hasan
- Genevieve Buechner : Isabel Bannister
- Brendan Fletcher (VF : Vincent de Bouard) : Michael
- Vincent Gale : Simon
- Casey Dubois : Alan, jeune
- Liam Ranger : Louis Hunt, jeune
- Joely Collins (VF : Sophie Riffont) : Legz, la tatoueuse
- Michael St. John Smith (VF : Pierre Dourlens) : Charles Bannister
- Chris Britton (en) (VF : Jean-François Vlérick) : Jason Monroe
- Wanda Cannon : Caroline Monroe
- Blu Mankuma (VF : Benoît Allemane) : le représentant de Zoe Tech

## Distinctions

### Récompense
- Festival de Deauville 2004 : meilleur scénario

### Nomination
- Berlinale 2004 : En compétition pour l'Ours d'or